# Savara
Le Savara ou Savaraz est un affluent de la Doire Baltée, coulant du Valsavarenche, dans la haute Vallée d'Aoste.

## Géographie
Le Savara naît au glacier du Grand-Étret, au pied du massif du Grand-Paradis, dans le haut Valsavarenche.
Le long de son parcours il reçoit les eaux de trois torrents principaux, la Doire du Nivolet, Côte Savolère et Lévionaz.
Il reçoit ensuite la Doire de Rhêmes à Introd juste avant de se jeter dans la Doire Baltée à Villeneuve.